# Stephen J. Benkovic

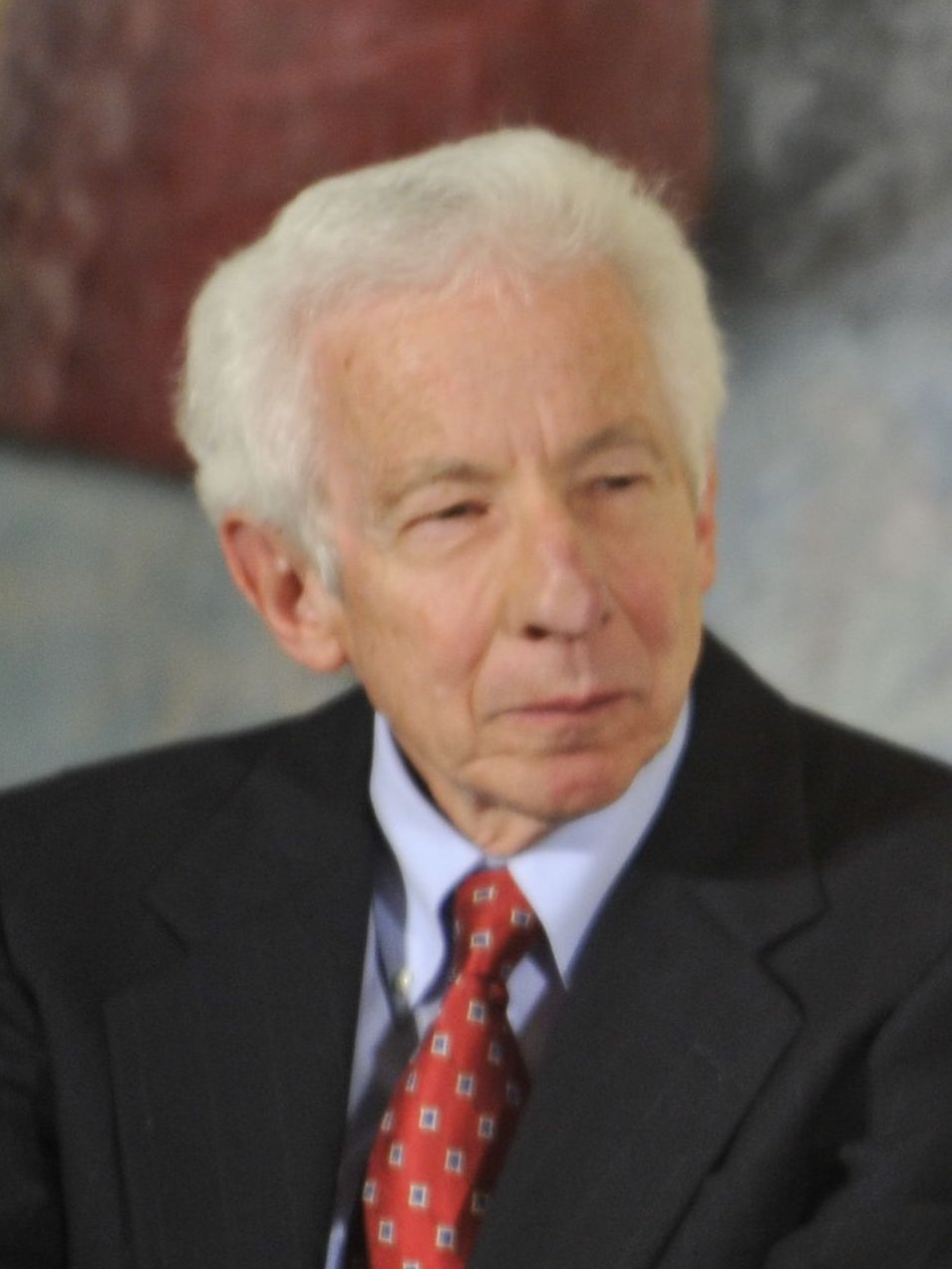
Stephen J. Benkovic (2010)

Stephen James Benkovic (* 20. April 1938 in Orange, New Jersey) ist ein US-amerikanischer Chemiker an der Pennsylvania State University.

## Leben
Benkovic erwarb 1960 an der Lehigh University in Bethlehem, Pennsylvania, sowohl einen Bachelor in Chemie als auch in Englischer Literatur. An der Cornell University in Ithaca, New York, erwarb er 1963 bei Thomas C. Bruice einen Ph.D. in organischer Chemie. Als Postdoktorand arbeitete Benkovic bei Thomas C. Bruice an der University of California, Santa Barbara, bevor er 1965 Assistant Professor an der Pennsylvania State University wurde. 1967 wurde er Associate Professor und erhielt 1970 eine ordentliche Professur. Heute (Stand 2011) ist Benkovic dort Evan Pugh Professor and Eberly Chair für Chemie.

## Wirken
Benkovic hat wichtige Beiträge zur biochemischen Forschung geleistet, insbesondere zum mechanistischen Verständnis der Funktionsweise von Enzymen beim Transfer von Gruppen. Er konnte unter Verwendung chemischer, physikalischer und biochemischer Methoden wesentlich zur Aufklärung der komplexen Enzymsysteme beitragen, die an der DNA-Replikation oder der Biosynthese des Purins beteiligt sind. Außerdem hat er die Methoden zur Identifizierung von biologischen Targets und zur Entwicklung neuer Wirkstoffe verbessert.

## Auszeichnungen (Auswahl)
- 1968 Sloan Research Fellowship
- 1975 Guggenheim-Stipendium[2]
- 1977 Pfizer Award in Enzyme Chemistry[3]
- 1984 Mitgliedschaft in der American Academy of Arts and Sciences[4]
- 1985 Mitgliedschaft in der National Academy of Sciences
- 1987 Fellow der American Association for the Advancement of Science[5]
- 1998 Chemical Pioneer Award[6]
- 2002 Mitgliedschaft in der American Philosophical Society[7]
- 2009 National Medal of Science[8]
- 2009 Benjamin Franklin Medal[9]
- 2010 Ralph F. Hirschmann Award in Peptide Chemistry der American Chemical Society[10][11]
- 2011 NAS Award in Chemical Sciences[12]
- 2021 Auswärtiges Mitglied der Royal Society